# Menschen im Büro
Menschen im Büro. Ein Beitrag zur Soziologie der Angestellten (amerikanisches Original: White Collar. The American Middle Classes) ist ein Klassiker der Angestelltensoziologie, der 1951 von C. Wright Mills veröffentlicht wurde. Die Studie gilt als  „die erste, immer noch aktuelle „makrosoziologische“ Abrechnung mit der Entfremdung der Arbeit und Lebensverhältnisse jener „Mitte“ (…) um deren Gunst die „modernen“ Politiker bis heute ringen“.
Die deutsche Übersetzung von Bernt Engelmann erschien am 1. Januar 1955.

## Kontext
White Collar: The American Middle Classes  erschien 1951 nach The New Men of Power, dem ersten Teil der Trilogie (Stratification Trilogy) über die Untersuchung der Machtverhältnisse innerhalb verschiedener Schichten der USA. 1956 folgte schließlich die Analyse der amerikanischen Machtelite (The Power Elite).

## Übersicht
Mills’ Untersuchung hat 4 Teile mit insgesamt 15 Kapiteln und 49 Unterkapiteln, in denen er im Kontrast zur alten Mittelklasse die Arbeits- und Lebenswelten der neuen abhängig beschäftigten Angestellten, ihre Lebensstile und Machtverhältnisse untersucht.
In der Einleitung fasst Mills die Entwicklung vom freien und unabhängigen Unternehmer zum Manager und vom klassischen Vertreter akademischer Berufe zum modernen Spezialisten und Facharbeiter zusammen, der in einem komplexen Zusammenhang mit einer Vielzahl anderer spezialisierter Berufe arbeitet. Falladas Kleiner Mann Was nun dient ihm als kritisches Beispiel für die Statusunsicherheit und Gefährdung dieser neuen Beschäftigungsform, ebenso wie Priestleys Angel Pavement und Orwells Coming up for air. Kitty Foil wird als affirmatives Beispiel für die USA dargestellt, die psychologischen Deformationen werden in The Death of a Salesman deutlich. Immer ist der „Kleine Mann“ abhängig, geschichtslos, gehetzt, von Angst paralysiert. Er wird eher gesteuert, als dass er selbst die Bedingungen seines Erfolgs bestimmen könnte. Seine kafkaeske Entfremdung (vgl. S. xvi) lässt ihn öde „ersatz“-Befriedigung suchen:
He is bored at work and restless at play, and this terrible alternation wears him out. (Hilfsübersetzung: Er ist bei der Arbeit gelangweilt und ruhelos bei der Erholung, und dieser schreckliche Wechsel laugt ihn aus.)
Er steht oft in einem Konfliktverhältnis zu Vorgesetzten, Kollegen und Kunden, wobei er der vorbestimmte Verlierer ist. Er muss sich ständig verstellen und selbst verkaufen und entfremdet sich so auch von sich selbst. Politisch orientierungslos und gleichgültig, aber zahlenmäßig entscheidend, wird die Mittelschicht von rechten wie linken Parteien umworben. Mills will die Situation der Angestellten in ihrem sozialen Kontext verständlich machen, weil erst dies sie ermächtigt, aus tatsächlichem Selbstverständnis heraus politische Verantwortung zu übernehmen. Bei der Untersuchung kann weder der klassische Liberalismus Mills noch die Theorie des Proletariats von Marx helfen, da der Angestellte weder Kleinbürger noch Arbeiter ist.(vgl. S. xx)
Der folgende erste Teil der Studie stellt die frühere Welt der Kleinunternehmer dar, ihre Vorstellungen von Eigentum, Unabhängigkeit, Freiheit und Sicherheit sowie die von ihnen bestimmte Gesellschaft, die sich selbst im Gleichgewicht hielt. Die Eigentumsordnung veränderte sich durch den Niedergang der landwirtschaftlichen Betriebe, die neue Dynamik des Geschäftslebens und die Entstehung der „Lumpen-Bourgeoisie“. Eine neue Wettbewerbsrhetorik setzte sich durch, die den Wettbewerb zum Lebensstil erklärte und unabhängige Farmer und Kleinunternehmer feierte.
Der zweite Teil stellt dar, welche neuen Beschäftigungsformen für den neuen Mittelstand charakteristisch sind, welche Gesetzlichkeiten im Wirtschaftsleben gelten und welche Hierarchien sich herausgebildet haben. Im fünften Unterkapitel „The Managerial Demiurge“ analysiert Mills bürokratische Strukturen, Hierarchien, den besonderen Fall des Vorarbeiters, den neuen Unternehmertyp und die Machtbefugnisse der Manager. Er sieht drei Trends.... Im sechsten Unterkapitel stellt Mills verschiedene Berufsgruppen dar, dabei die neuen Fähigkeiten, die in bisherigen Berufen dazukommen: Zunächst in der Verwaltung, dann bei Gesundheitsberufen, Rechtsanwälten, Hochschullehrern und Geschäftsleuten.
Das siebte Unterkapitel „Brain Inc.“ über die qualifizierten Dienstleistungen stellt vier Phasen der Entwicklung dar, bei der sich neue technische Berufe herausbildeten, Kapitel acht stellt die Welt des Verkaufs im Einzelhandel dar, Kapitel neun die Büroberufe.
Teil drei des Werks analysiert die neue Arbeitsethik (10. Kapitel), Statuspanik (11. Kapitel) und Bedingungen des beruflichen Erfolgs (12. Kapitel).
Der vierte Teil thematisiert kollektives Selbstverständnis, gewerkschaftliche Organisation und politische Haltung der neuen Mittelklasse der USA.

## Thesen und Hauptaussagen
Mills stellt die radikal veränderte Lage der Mittelschicht in den USA der Nachkriegszeit dar. Seine These ist, dass die Angestellten von der Bürokratie der Großbetriebe in geistlose und zufriedene Automaten verwandelt worden seien, deren Identität sich im hierarchischen Geflecht aus Funktion und Titel herausbildet.
Er beschreibt drei Formen der Machtausübung am Arbeitsplatz: Zwang, auch physisch spürbarer Art, Autorität und Manipulation.
Wie Weber scheint Mills den Menschen in der bürokratischen Rationalität gefangen zu sehen. Mills befürchtete, die Mittelklasse könne „politisch kastriert und kulturell verblödet“ werden (politically emasculated and culturally stultified). Dies würde die Elite stärken.

Die Mittelklasse ist der Wirklichkeit entfremdet, weil sie zwar ein gutes Einkommen erzielt, aber keine Möglichkeit mehr hat, die Welt zu beeinflussen oder zu verändern.
Über ihnen steht das Großkapital, unter ihnen die Arbeitnehmerschaft; vor ihnen liegt das Schicksal völliger politischer Abhängigkeit, hinter ihnen ihre versinkende Welt, an die sie sich klammern. (S. 98)
Beschäftigte großer Firmen sind nach Mills in der Zwischenstellung zwischen Unternehmern und Arbeiterschaft politisch konservativ, weil sie sich mit ihren Arbeitgebern identifizierten. Aufgrund ihrer gefährdeten Stellung tendieren sie zur „Statuspanik“, was auch dazu führe, dass sie auch innovative Veränderungen eher ablehnen, die ihre Stellung gefährden könnten.
Die liberale Vorstellung von einer Marktkonkurrenz der Wirtschaft hält Mills für eine Ideologie, die gegen die Tatsache der Monopolbildung den Anspruch der Besitzenden auf ihren Reichtum aus Leistung und die Schlechterstellung anderer rechtfertigen soll. Zugleich wird so die Illusion einer Aufstiegsmöglichkeit durch Leistung aufrechterhalten. Krzysmanski kommentiert: „Mills sah zugleich die Krise des Liberalismus, der jedem den unbegrenzten Aufstieg versprach, [der] aber in den Zwängen der Karrieren längst eine Schimäre geworden war.“

## Zitat
Kindness and friendliness become aspects of personalized service or of public relations of big firms, rationalized to further the sale of something. With anonymous insincerity the Successful Person thus makes an instrument of his own appearance and personality..↵↵Hilfsübersetzung: Freundlichkeit und Höflichkeit werden Teilaspekte der personalisierten Dienstleistung oder der Öffentlichkeitsarbeit großer Firmen. Diese werden rational eingesetzt, um den Verkauf von etwas zu steigern. Mit unausgesprochener Unehrlichkeit macht der Mensch so seine eigene äußere Erscheinung und seinen Charakter zum Instrument seines Erfolges. (Kapitel 8)

## Ausgaben
- White collar. The American middle classes. 50th anniversary edition mit einem neuen Nachwort von Russell Jacoby.  Oxford University Press, New York 2002, ISBN 0-19-515708-7.
- White Collar: The American Middle Classes. Oxford University Press, New York 1951
  - Menschen im Büro. Ein Beitrag zur Soziologie der Angestellten. Ins Deutsche übertragen von Bernt Engelmann, Bund-Verl, Köln 1955.